# レイ・イームズ
レイ＝バーニス・アレクサンドラ・カイザー・イームズ （Ray-Bernice  Alexandra Kaiser Eames）、 旧姓 カイザー （Kaiser、1912年12月15日- 1988年8月21日）は、アメリカ人アーティスト・デザイナー そして映画監督。 配偶者のチャールズ・イームズ＋イームズ・オフィスとの創造的なパートナーシップで、彼女は建築、家具デザイン、工業デザイン、製造、写真芸術の分野で画期的な貢献を果たしていく 。 

## 生涯
レイはカリフォルニア州 サクラメントでアレクサンダーとエドナ・バー・カイザーとの間に生まれ、モーリスという兄がいた。エドナは聖公会であり、アレクサンダーはユダヤ人として育ったが、レイとモーリスは司教徒として育つ。レイはレイレイと家族に呼ばれていた。父親は1920年までサクラメントにあるボードビル劇場、エンプレスシアター（現在のクレストシアター ）を管理し、その後保険のセールスマンになり、後にダウンタウンにオフィスを所有し、家族の生活を支えていた
家族はレイの幼少期の大半をアパートに住んでいたので、町外のバンガロー家屋に引っ越した。両親は楽しみの質を教え、それが後に家具のデザインやおもちゃの発明につながったとし、また、自然を楽しむことの価値を植え付けたという。 

### 教育
彼女が若いころに父が亡くなりその後幾つかの都市に住んだとこがあるが、1933年、ベネット女子大学（ニューヨーク・ミルブルック）卒業。美術をル・デュブレに学ぶ。彼女はニューヨーク市に移り、デュブレの師であるハンス・ホフマンの下で抽象的な表現主義絵画を学んだ 
1936年、レイはアメリカの抽象画家グループの創立メンバーとなり、1937年にマンハッタンのリバーサイド博物館での最初の会で絵画を展示。 AAAグループは、主要なギャラリーから展覧拒否にあっていたので、抽象芸術を宣伝していく。レイは当時のニューヨークのアートシーンの重要人物であり、抽象表現主義の重要人物となるリー・クラズナーやメルセデス・マターと知り合う。レイはホイットニーアメリカンミュージアムの常設コレクションに自身の絵があるが 失われたこの時代のレイの作品はほとんど残っていない 。 
レイは、病気の母親の世話をするために家に戻ってホフマンスタジオを出るまで、ニューヨークに一人で住んでいた。母エドナは1940年に亡くなる 。 
1940年9月までに、レイは家を設計し建設するためにカリフォルニアに移ることを決めていた。しかし、建築家の友人であるベン・ボールドウィンは、ミシガン州ブルームフィールド・ヒルズの クランブルック・アカデミー・オブ・アートで学ぶことを進めた。ここでレイは自分自身の表現を抽象絵画に限定せずさまざまな芸術を学んだ。 彼女はこのときハリー・ベルトイア 、 エーロ・サーリネン 、 チャールズ・イームズなどと、現代美術館での展覧会「オーガニック・デザイン・イン・ホーム・ファニッシング」の展示作業で働いていた 。 

### チャールズイームズとの結婚
レイは1941年にチャールズ・イームズと結婚 。カリフォルニア州ロサンゼルスに定住したチャールズとレイは、デザインと建築の分野で傑出したキャリアを開始した。 

## イームズオフィス
レイとチャールズの間の設計プロセスは、強力な共同作業で この記事では、レイが行った作業について言及する。 

### グラフィックデザイン
グラフィックと商業のアートワークは明らかにレイ側に起因しする。1942年から1948年にジャーナルArts＆Architectureの 26のカバーデザインをデザインし、 ハーマンミラーのイームズ家具広告の大部分をデザインした（1948年以降）。 

### テキスタイルデザイン
1940年代後半ではいくつかのテキスタイルデザインを作成しそのうちの2つ、「クロスパッチ」と「シーシングス」は、 サルバドール・ダリとフランク・ロイド・ライトがテキスタイルを生産したシファープリントによって生産された。  彼女のテキスタイルパターンの2つは、テキスタイルコンペティションで賞を受賞（MoMa主催）。さらに彼女は、広告、雑誌の表紙、ポスター、タイムライン、ゲームボード、招待状、名刺のグラフィックスを担当。テキスタイルのオリジナルの例は、多くの美術館コレクションにある。 Ray Eamesテキスタイルは、「20世紀のテキスタイル」コレクションの一部としてマハラムによって再発された。 

### 合板のデザイン
1945年から1978年にかけて、イームズのオフィスは多くの家具デザインを生産し、その多くが合板を利用して商業生産された。イームズの最初の合板は アメリカ海軍向けに作られた副木で このアイデアはイームズの医学の友人の一人が非衛生的な金属スプリントによって引き起こされる問題について彼女に詳細に語ったときに生まれたという。金属製の添え木は大量生産されたため、人間の体によりよく反応する人間工学に基づいた複合湾曲デザインではなく、1つの平面に成形されたシンプルなデザインにした。海軍はイームズに大量生産するよう依頼。彼らの会社には成形合板製品部門を置いた。  

## 後年
1978年のチャールズの死後、イームズオフィスは倒産。レイはいくつかの未完のプロジェクト（ドイツ語版のMathematica展示会など）に取り組み、IBMのコンサルタントを務め、書籍を出版し、イームズのアーカイブと土地資産を管理  。レイが亡くなる数年前にレイは50から60の地域の学生グループを訪問し、彼女が亡くなる少し前にはアメリカ建築家協会 で100人のメンバーを招いて牧草地の家とピクニックを見る予定だった。
レイ・イームズは、チャールズの10年後の1988年に、 カリフォルニア州 ロサンゼルスの シダーズシナイ病院で亡くなる。セントルイスのカルバリー墓地に隣接して埋葬されている。 レイの死後、オフィスは完全に閉鎖された。

### 死後
レイの生誕100周年だった2012年12月15日、 ヴィトラはバーゼルキャンパス の名を「レイイームズ通り1」に変更。 
2013年2月23日に、 カリフォルニア州サクラメント博物館で 「レイイームズ：モダンデザインの世紀」というタイトルの3,300平方フィートの展覧会が開かれた。展覧会は1年間続き、1941年にチャールズに会う前、イームズオフィスの仕事に加えて、レイが制作した作品を特集した。 

## 哲学
自分のできることは何でも、レイのほうがうまくできる。 Anything I can do, Ray can do better.—チャールズ・イームズ Charles Eames

レイイームズは、「イームズオフィス」で楽しくても厳格な仕事倫理を持っていた。 彼女はそれを「ショップ」と呼んだ。彼らが働いて、初期の制作作業を行った場所の意味。 
私は絵画を決してあきらめていない。パレットを替えただけだ。 I never gave up painting, I just changed my palette.—レイ・イームズ Ray Eames